# Рагби репрезентација Југославије
Рагби репрезентација Југославије је била репрезентација која је представљала Југославију у овом екипном спорту. Рагби је у Краљевину Срба, Хрвата и Словенаца стигао већ 1919. Овај спорт ипак никада није успео да се пробије међу најпопуларније спортове у Југославији, ни монархистичкој, ни комунистичкој. Центри југословенског рагбија увек су били Далмација и град Зеница. Први званичан тест меч репрезентација Југославије је одиграла против Румуније 1968., када је било 11-3. Најубедљивију победу југословенски рагбисти су остварили 1982., када су савладали Данску са 46-4. Најтежи пораз Југославији је нанела једна од највећих европских сила у рагбију, репрезентација Француске, резултат је био 86-6.